# Renato Ruocco
Renato Ruocco (Napoli, 16 settembre 1921 – Napoli, 5 settembre 1987) è stato un compositore italiano.

## Biografia
Nato da padre napoletano, Arturo, e madre greca Anna Cardaropolis, ha frequentato il liceo classico e studiato musica con il M° Raffaele Ronca.
All'età di diciotto anni formò un piccolo complesso orchestrale da ballo per night clubs con il quale trasmise da Radio Napoli per otto mesi; contemporaneamente si dedicava alla canzone, componendo musiche per riviste e per ballo.
La sua prima canzone napoletana reca la data del 1944: Tu ca me fai suffrì, su versi di Edoardo Schettino lanciata da Amedeo Pariante.
In seguito ha collaborato con i più noti poeti napoletani: P. Vento, G. Pisano, T. De Filippis, C. Della Gatta, R. Mallozzi, V. Emilio, Ettore De Mura, col quale vinse il secondo premio al IV Festival di Napoli 1956 con Suspiranno 'na canzone tradotta persino in giapponese col titolo O Kage Samade (La vostra onorevole ombra).
Ha partecipato al Festival di Sanremo 1953 con Vecchia villa comunale, interpretata da Gino Latilla e Giorgio Consolini, classificatasi al quinto posto.